# Scipione Tolomei
Pour les articles homonymes, voir Tolomei.
Scipione Tolomei, né à Pérouse en 1553 où il est mort le 16 septembre 1630, est un érudit et écrivain italien.

## Biographie
Né à Pérouse, Scipione Tolomei est le fils de Livio Tolomei et d'Elisabetta Petrini. Il est éduqué, comme d'autres jeunes gens de sa classe, en lettres, en rhétorique et en éloquence, sans toutefois obtenir de doctorat. Les Tolomei exercent des activités commerciales (Livio est régulièrement inscrit au Collegio della Mercanzia) et résident dans le quartier pérugien de Porta Santa Susanna, entre la tour médiévale des Sciri et l'église de Santi Stefano e Valentino, la paroisse de la famille.
Après avoir terminé ses études, Scipione Tolomei entre à l'Académie des Insensati. Jouissant d'une réputation d'homme intègre et cultivé, Tolomei, entre les années soixante-dix et quatre-vingt du XVIe siècle, est engagé comme secrétaire des lettres par le cardinal de Montalto, futur pape Sixte V. Il a été recommandé par Fulvio Giulio della Corgna, frère d'Ascanio della Corgna (en), et s'installe à Rome dans le palais Peretti.
En 1588, de retour à Pérouse et libre de tout lien familial, il assume le poste convoité de secrétaire de la cour du marquis Diomede della Corgna (1571-1596), dans le palais de Castiglione del Lago. Il reste au service de la famille della Corgna (it) pendant trente ans, jusque vers 1617-1620. Il occupe non seulement avait des fonctions de chancellerie, mais supervise aussi la « maison » du marquis : il est le trésorier privé, l'homme de confiance et le conseiller, il donne des avis politico-socio-économiques, rédige les décrets et les édits du marquis et écrit des lettres diplomatiques, familiales, de courtoisie ou formelles, en son nom et pour son compte, aux rois, papes, artistes et intellectuels.
Tolomei exerce scrupuleusement sa fonction auprès du dernier marquis, plus tard duc, Fulvio Alessandro della Corgna (it) (1606-1647), et de son épouse Eleonora de Mendozza, après avoir servi son ancêtre Diomede della Corgna (it) et son père Ascanio II della Corgna (it). Il travaille dans la salle Hannibal du palais Corgna, décorée de fresques par Cesare Caporali et communiquant avec le bureau du lieutenant, antichambre de la salle du trône.

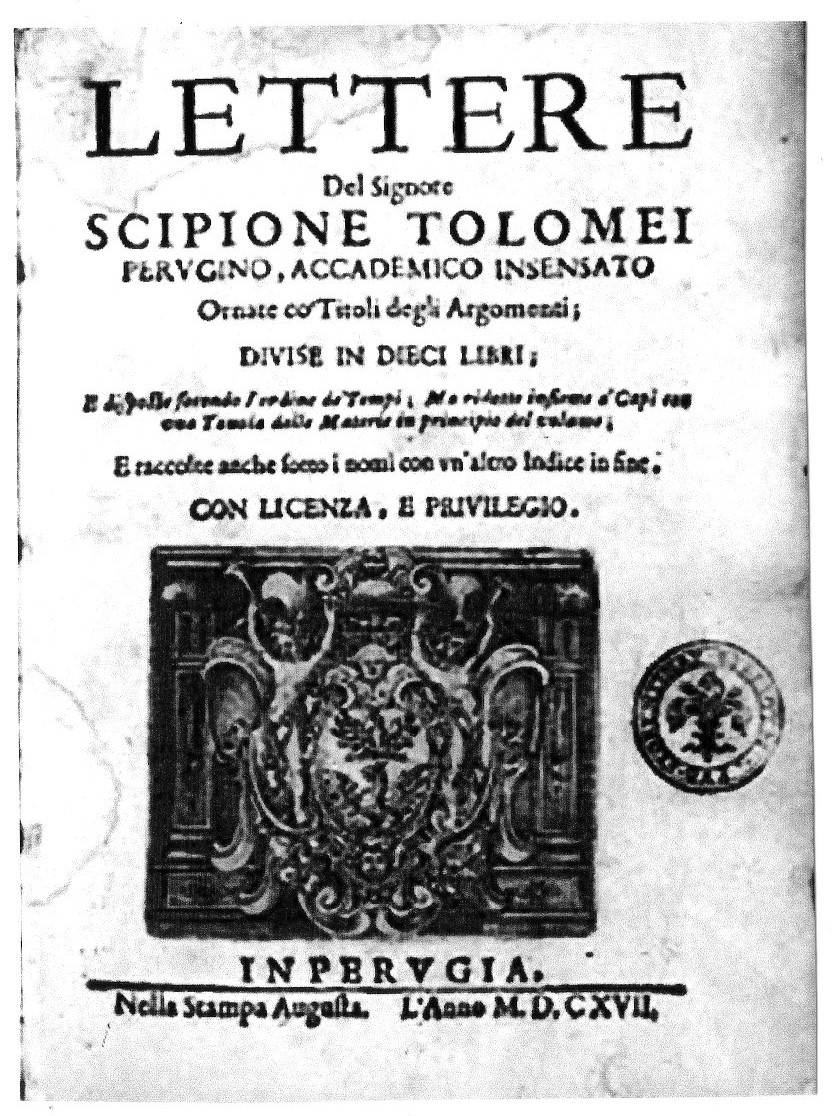
Lettere de Scipione Tolomei, Stamperia Augusta, Pérouse, 1617

Les événements culturels du XVIIe siècle se distinguent également par la figure particulière de Scipione Tolomei, défini dans son relief multiforme comme un individu éduqué au service du seigneur plutôt que comme un courtisan appelé à l'assister et à se faire passer pour l'une des pierres angulaires de l'équipe princière. L'historienne de la famille della Corgna, Maria Gabriella Donati-Guerrieri, qualifie Tolomei comme « une sorte de Mentor scripturaire qui a conféré des préceptes et formulé des missives dans un style magnifique pour les tiers les moins compétents ».
Se retirant de la charge de secrétaire, Tolomei s'applique ensuite à l'écriture de ses effets littéraires. En effet, en 1617, il fait publier par l'imprimerie Augusta de Pérouse un recueil de Lettres : Lettere del Signore Scipione Tolomei Perugino Accademico Insensato sur ses activités à la cour de Castiglione, divisé en dix livres et dédié au cardinal Scipione Borghese. L'ouvrage est loué dans deux épîtres par le savant et critique pérugien Giovanni Battista Lauri (1579-1629). Dans la décennie 1620- 1630, il se consacre à la rédaction du traité politique - resté inédit - de style antimachiavel, Il Giardino de' Prencipi, dont le manuscrit fait partie du catalogue de la Bibliothèque Augusta de Pérouse (ms. 2684).
Il meurt le 16 septembre 1630 à 77 ans dans sa maison de Pérouse. Une délégation des ducs de Castiglione del Lago Fulvio II et Eleonora participe à son rite funéraire. Il est inhumé dans l'Église San Francesco al Prato de Pérouse.